# بمبی دزدیده شد
بمبی دزدیده شد (انگلیسی: A Bomb Was Stolen؛ ‏رومانیایی: S-a furat o bombă) یک فیلم جاسوسی بی‌کلام رومانیایی به کارگردانی یون پوپسکو-گوپو است که در سال ۱۹۶۱ منتشر شد و در جشنواره فیلم کن ۱۹۶۲ به‌نمایش درآمد.

## بازیگران
- یوریه داریه
- فلورین پی‌یرسیک
- جئو سائیزسکو
- هارالامبیه بوروش
- دراگا اولتانو ماتئی
- امیل بوتا